# I Hear a Symphony
I Hear a Symphony è un album del gruppo musicale femminile R&B statunitense The Supremes, pubblicato nel 1966 dalla Motown Records.

## Tracce

### Lato A
1. Stranger in Paradise (Alexander Borodin, Robert C. Wright, George Forrest) – 3:03
2. Yesterday (John Lennon, Paul McCartney) – 2:28
3. I Hear a Symphony (Holland-Dozier-Holland) – 2:41
4. Unchained Melody (Alex North, Hy Zaret) – 3:47
5. With a Song in My Heart (Richard Rodgers, Lorenz Hart) – 2:02
6. Without a Song (Vincent Youmans, Edward Eliscu, Billy Rose) – 2:59

### Lato B
1. My World Is Empty Without You (Holland-Dozier-Holland)  – 2:33
2. A Lover's Concerto (Sandy Linzer and Denny Randell) – 2:35
3. Any Girl in Love (Knows What I'm Going Through) (Holland-Dozier-Holland) – 2:59
4. Wonderful! Wonderful! (Sherman Edwards, Donald Meyer, Ben Raleigh) – 2:51
5. Everything is Good About You (James Dean, Eddie Holland) – 2:59
6. He's All I Got (Holland-Dozier-Holland, Dean) – 2:46

## Singoli
- I Hear a Symphony/Who Could Ever Doubt My Love (Motown 1083, 1965)
- My World is Empty Without You/Everything is Good About You (Motown 1079, 1965)

## Classifiche
| Classifica(1965/1966)           |   |
| ------------------------------- | - |
| U.S. Billboard 200              | 8 |
| U.S. Billboard R&B Albums Chart | 1 |